# Five Percent Nation
The Five Percent Nation of The Nation of Gods and Earths is een sociale en religieuze beweging gevestigd in de voorsteden van de VS.  De organisatie werd in de late jaren 60 opgericht door Clarence 13X (Clarence Smith) die zichzelf Allah The Father noemde.
De Five Percenters zijn een groep die niet gelooft in een bovennatuurlijke, maar in een menselijke God, namelijk in de goddelijkheid van “de zwarte man”.  In feite heeft het weinig te maken met de islam. De levenswijze van de islam wordt wel aangenomen, maar de godsdienst zelf niet. Bovendien worden de mensen zelf als God gezien, wat ten strengste verboden is in de islam.  
Het is geen sekte, geen geloof maar een levenswijsheid. In hun denkwijze is 5% van de bevolking “de zwarte man met zelfkennis”. Door die zelfkennis kunnen ze hun verborgen talenten losmaken en gebruiken. Zo beschouwen ze zichzelf als God. De meeste leden noemen zichzelf eerder God dan Five Percenter.
Ze hebben een eigen bevolkingsindeling: 5% van de bevolking zijn Five Percenters, 85% zijn mensen zonder kennis: ze zijn mentaal blind, doof en stom en zijn gebonden aan zelfvernieling.  De andere 10% zijn de bloedzuigers van de armen. Het zijn degene die kennis en kracht hebben maar ze gebruiken die talenten om de andere 85% uit te buiten. De 10% wordt ook de “witte duivel” genoemd. Tot die “witte duivels” behoren zowel orthodoxe moslims als christenen die preken dat God een ‘mystieke’ of een ‘mythologische God’ is. De 5 Percenters menen dat zij ervoor zorgen dat de 85% niet vernield wordt.

## Ontstaan Five Percent Nation
In de jaren 50 was er nog veel segregatie en onderdrukking van de zwarte bevolking. Tegelijkertijd was er een trend van zelfbewustwording en emancipatie. Er ontstonden diverse zwarte bewegingen, waaronder de Nation of Islam die geleid werd door Elijah Muhammad en zijn bekendste volgeling Malcolm X.
In 1964 stichtte Clarence 13X - een student bij ‘The Nation of Islam, Temple Number Seven’ te Harlem - zijn eigen school. Hij veranderde zijn naam in ALLAH (Arm, Leg, Leg, Arm, Head), ook wel The Father. Hij gaf er les over zijn eigen opvattingen en theorieën. Een voorbeeld van zijn opvattingen is de ontkenning van de mysterieuze God en het idee dat de zwarte man zelf God is, een God met zijn eigen familie, zijn eigen wereld en zijn eigen lot. De oprichting van die school leidde tot de stichting van “The Five Percent Nation”.
The Father vond dat de bedreigde arme zwarte jeugd een snellere toenadering nodig had, en leerde hen de kern van zijn theorieën door ‘The Supreme Mathematics en Alphabet’ op te stellen. Namen, nummers en principes zouden de sleutel zijn tot het begrip van de mens zijn relatie met de wereld. Jonge volgelingen werden vertrouwd met de theorieën via mondelinge overdracht.  Ze deden dat door elkaar te ondervragen en elke les de kennis in hun hoofd te stampen onder andere door middel van de rap. Dit werd een populariteit bij de adolescenten in de jaren ’60 en ’70 in New York.
GZA, Wu-Tang Clan: You hear us use righteous terms in slang all the time. Like, “See you at the god hour” means “ see you at seven o’clock.” ( zeven is God in ‘the Supreme Numbers’) Or we call your woman “your wiz, which is short for wisdom. ( de vrouw is de wijsheid in de five percent theorieën) It’s not a code, it’s just that our understanding was at that level and you communicate with what you know. Some brothers have got mad at me for flipping the words in slang, but I’m a hip-hop slang guy, I can’t help it."

## De levenswijze
De 5 procent volgelingen zijn diep doorgedrongen in de hiphopgemeenschap. In de raps van Nas, Wu-Tang Clan, Busta Rhymes, Brand Nubian, Gang Starr, Eric B. & Rakim, Fugees, enz. klinken de 5 percent-theorieën. Zelfs het groeten met ‘Peace’, gebruikelijk in de hiphop-wereld, was oorspronkelijk een groet van de “Moorish Science Temple”, een voorganger van de 5% nation. 
Sommige 5% rappers volgen hun broeders van de ‘Nation Of Islam’ door zich te verzetten tegen de consumptie van alcohol en marihuana: Stay off the drugs if ya wanna be down with this posse --Poor Righteous Teachers, "144K" (Black Business)
Maar anderen denken er anders over:
I drink Moët with Medusa 
Give em shotguns in hell 
From the spliff that I lift and inhale --Nas, "It Ain't Hard to Tell" (Illmatic)  

### De negen basistheorieën van de Nation
1. Zwarten zijn de eerste mensen op de aarde
2. Zwarten zijn de vaders en moeders van beschaving
3. De wetenschap van Supreme Mathematics is de sleutel tot het  begrip van de mens zijn relatie tot  de wereld en het heelal
4. Islam is een natuurlijke wijze van leven, geen religie
5. De opvoeding zou ons moeten toelaten tot zelfontwikkeling als mens
6. Iedereen moet zijn kennis overdragen
7. De zwarte mens is God en zijn juiste naam is ALLAH. Arm, Leg, Leg, Arm, Head.
8. Onze kinderen zijn onze link tot de toekomst en ze moeten gevoed, gerespecteerd, geliefd, beschermd en opgevoed worden.
9. Een verenigde zwarte familie is een essentiële bouwsteen van “The Nation”

### The supreme alphabet
De 5 percent nation heeft een eigen grammaticaal systeem, elke letter heeft een betekenis:
- (A) Allah: The Asiatic Blackman [sic]. “Asia” is het lichaam; “attic” is de geest “black” is de dominante kracht; “man” is de hogere intelligentie; Een backroniem (uit het Engels back = terug en acroniem=de term is ontleed). arm, leg, leg, arm, head.
- (B) Be or Born: Bestaan. Geboren worden is het intreden tot de gedachten van de Nation of Islam (de 5 percenters).
- (C) Cee or See: Zien is inzicht hebben, om je gedachten te begrijpen; zien is psychologisch inzicht hebben, zien is begrijpen.
- (D) Divine: (Goddelijkheid) De essentie van zichzelf, God zijn in nature, die niet kan aangebracht of afgenomen worden; je kan niet ‘Allah’ zeggen zonder ‘All’ te zeggen.
- (E) Equality: (gelijkheid) Ken je zelf, je zult eveneens te maken hebben met alles binnen je cijfers, die je wijsheid geeft, die toont en test. Alles is alles die elkaar evenaart

Gelijkheid geeft kennis, en wiskunde liegt niet.
- (F) Father: (Vader). ‘to father’ betekent verdergaan ( to further) zowel mentaal als psychologisch, ook in de opvoeding, waaronder de juiste voeding valt: dieet en gezonde voeding.
- (G) God: De oorspronkelijke man, de zwarte man of ‘asia’, de superieure vorm van leven, Mensen zijn hier om perfectie te bereiken door te bouwen en te vernielen, wat bewijst dat wiskunde niet liegt.
- (H) Him or Her (Hem of Haar): Hebben de kracht om te bouwen of te vernielen, gebaseerd op hun eigen niveau van intelligentie.
- (I) I or Islam: “Islam is onze cultuur of levenswijze, niet een religie zoals traditionele islam. We zijn een cultuur die leeft in overeenstemming met onze goddelijke aard. Dit betekent dat we leven met het heelal en wiskundige principes die dat regeren. We zijn de essentie van het volledige heelal rondom ons.”
- (J)  Justice (rechtvaardigheid) Dit is de goddelijke balans van alles. Het is de beloning of de sanctie voor zijn manieren en acties. De beloning is liefde, vrede en geluk. De sanctie is leven in een hel (lijden, spanning, gebrek aan begrip/verwarring, geestelijke en fysieke dood, toe te schrijven aan het leven van wreedheid)
- (K)—King or Kingdom (Koning of koninkrijk): Een koning is de baas van zijn hele koninkrijk. Zijn woorden zijn belangrijk want de mensen kijken naar hem op als een intelligente instructie of gids. Het is de koning die de mens naar het licht van de islam leidt.
- (L)—Love Hell or Live Right (correctly) (bemin de hel of leef correct): Je zou door de hel gaan om je liefde goed te maken. Dagelijks krijgen we de kans om van de hel te houden of correct te leven. Elke dag is een nieuwe overwinning. Als je voor de hel kiest aanvaard je de helse wet van het leven. Als je voor de correcte liefde kiest dan ben je gezegend met het goede die je toekomt als je juist handelt. ( karma= je zaait wat je oogst – wat je een ander aandoet krijg je 3 maal terug)
- (M)—Master (meester): De meester is de zielbeheerser van het heelal, het is de zon, de maan. Hij is zodanig vaardig dat het voor hem onmogelijk is om iets te leren aan iemand met minder vaardigheden. Hij is de echte meester, hij is Allah want hij heeft 360 graden aan kennis, wijsheid en begrip.
- (N)—Now-End Nation (Nu-Einde-Natie):  Nu is het tijd om de 85 procent kennis te laten maken met hun waarheden en hun goddelijke cultuur, en de kracht voort te brengen om een einde te maken aan al hun zwakke en slechte methoden zodat de mens op aarde kan stijgen en al zijn eigen creaties leert kennen.
- (O)—Cipher: Iets is pas compleet als het bestaat uit 360°, elke persoon, plaats of ding.
- (P)—Power (kracht): kracht is de waarheid, voor de waarheid is het licht, het magnetisch sap dat het heelal in vorm houdt.  Het licht is de wijze om geboren te worden in het koninkrijk van Allah.
- (Q)—Queen (koningin): De koningin is de moeder van het heelal, zonder haar heeft de islam geen toekomst. Ze is de meest zuivere vrouw op aarde, ze moet dicht bij de rib van de man zijn, voor haar was de eerste vloed van oorlog.
- (R)—Ruler or rule (Heerser of wet): God is de enige heerser van alle planeten van het heelal die de kennis heeft om te bouwen en om geboorte te schenken, en dat in overeenstemming met de Islam. Dit is de getuige van Allah, die de heerser is van iedereen.
- (S)—Self, Savior (Eigen; Redder): Het is zoals ze zeggen, “laten we onszelf redden van het vergif van de slang”
- (T)—Truth or Square (Waarheid of eerlijkheid): Waarheid is het enige licht die kan standhouden omsingeld door de duisternis, en toch kan schijnen in de eerlijkheid van het heelal dat 360 graden is.
- (U)—You or Universe and U-N-I-Verse: U bent het heelal omdat wij de creaturen en producenten zijn van de zon, de maan, de ster en ook van de man, de vrouw, en het kind.
- (V)—Victory (Overwinning): Overwinning volgt na oorlog die de man zijn vrijheid, gerechtigheid en gelijkheid zal geven. We zullen overwinning hebben, dit is Allahs woord; vast en zeker is dit de waarheid en het licht.
- (W)—Wisdom (Wijsheid): wijsheid is een component van kennis, terwijl het begrip door de ogen een zuiver beeld brengt over het echte begrip.
- (X)—Unknown (De Onbekende) Gelijkheid is onbekend bij de mens in Noord-Amerika en bij diegene die zichzelf niet kent, namelijk de 85 procenters, die doof, blind en stom zijn.
- (Y)—Why (Waarom) Waarom? Is de vraag die het meest wordt gesteld door diegenen die doof, blind en stom zijn. Omdat zij niet weten hoe ze hun krachten in wijsheid kunnen omzetten om hun goddelijkheid te tonen en te bewijzen.
- (Z)—Zig-Zag-Zig (het doel van kennis tot wijsheid tot begrip)Zig zag zig betekent kennis, wijsheid en begrip; betekent man, vrouw en kind.

### Supreme Mathematics
De 5 percent nation heeft ook een eigen mathematisch systeem, elke cijfer heeft een betekenis:
het leert wat nummers van 0 tot 9 betekenen
- 1 – Knowledge (Kennis): Dit is het eerste, want het eerste wat je moet doen is “kennis opdoen”. Kijk, luister, en observeer. Bijvoorbeeld, je wandelt een feestje binnen en er is wapengeweld – kijk, observeer. Gebruik je kennis.
- 2 – Wisdom (Wijsheid): Dit is nummer twee, want dit is het tweede ding dat je doet, je gebruikt je wijsheid. Dat is reageren door middel van wat je weet. Ook, wijsheid is de vrouw, omdat ze op de tweede plaats staat naast de man.
- 3 – Understanding (Begrip) Als je iets weet, reageer je erop, de derde stap is het volledig begrijpen.
- 4 - Culture/Freedom (Cultuur/Vrijheid) Nadat je iets weet, gebruik je dit in actie.  Om dit voldoende te begrijpen, moet je het leven. Dus zo is het voor cultuur- de levenswijze. Maar het kan ook vrijheid betekenen, afhankelijk van de context.
- 5 - Power/Refinement (Macht/Verbetering) Macht is de waarheid. De enige macht die de duivel heeft is de macht van het maar toch niet opeisen door de mens. Ze schuiven de schuld steeds op een mysterieuze God.
- 6 – Equality (Gelijkheid) dat is het bevel dat je gelijk moet zijn en alle mensen gelijk moet behandelen. Maar 6 is ook de duivel omdat hij de kracht heeft om de mensen gelijk te benoemen, maar niet de kracht heeft om God als gelijk te zien. Allebei, de duiven en de man zijn psychologisch gebaseerd op de 6, ze hebben 6 kanten. Maar wanneer je kennis toevoegt aan de gelijkheid, krijg je …
- 7 – God and perfection (God en perfectie): G is ook de zevende letter van het alfabet, en staat voor God. De oorspronkelijke zwarte man heeft 7 en een halve deeltjes hersenen, de duivel heeft er slechts zes. God ziet de 7 kleuren van de regenboog en herkent de 7 noten op een muzikaal stuk.
- 8 - Build/Destroy (Bouw/Verniel) Acht is bouwen want God bouwt alles. Zelfs het woord God zichzelf –G-O-D- Je neemt deze letters en je telt ze op, dan krijg je 8. 7-15-4 ( 7 + (1+5) + 4 = 17 en 1 + 7 = 8) En bouwen betekent optellen tot leven. En wanneer je positief bouwt, neem je al de negativiteit weg.
- 9 – Born (Geboorte): Dragen is “bestaan” geven. Het neemt negen maanden tijd om een baby te maken. Negen is het enige nummer dat vermenigvuldigd met zichzelf en toch eindigt met zichzelf. Negen maal negen is 81. 8 plus 1 is 9. Waarom? Omdat  negen “bestaan” geeft.
- 0 – Cipher, or the circle. (Cijfer of de cirkel): Wanneer je gaat tot tien, wat gebeurt er dan met die tien? Je bent werkelijk aan de linkerkant van die nul. Jij, één, bent aan de linkerkant van de nul. Cijfer is een nul. Een cirkel.